# Tosse
A tosse é uma contração espasmósdica, repentina e frequentemente repetitiva da cavidade torácica, resultando em uma violenta expulsão de ar dos pulmões, e geralmente acompanhada por um som característico.
A tosse é uma ação que o corpo toma para se livrar das substâncias (poeiras, bactérias, vírus, fungos e outras substâncias danosas) que estão irritando as passagens de ar na faringe, laringe, traqueia ou pulmões. Uma tosse geralmente é iniciada para limpar uma formação de fleuma (muco) na traqueia; o ar pode se mover nesta passagem a até 480 km/h durante a contração. A tosse também pode ser desencadeada por uma porção de comida descendo pela traqueia ao invés do esôfago, devido a uma falha da epiglote, embora isso possa resultar, no entanto, em um engasgo. A tosse crônica (ou frequente) geralmente indica a presença de uma doença. A menos que o paciente não seja um fumante e tenha um raio-X peitoral normal, a causa da tosse crônica em 93% de todos os pacientes é devido à asma, refluxo ou gotejamento pós-nasal (secreção do nariz indo na direção dos pulmões).  Nos pacientes fumantes, a tosse pode ser um indicativo de DPOC, Doença Pulmonar Obstrutiva Crônica. Outras causas da tosse crônica incluem bronquite crônica e medicamentos como os IECA. A tosse pode ocorrer voluntariamente assim como involuntariamente, neste caso sendo um mecanismo de reflexo.

## Fisiologia
A ação fisiológica de tossir é responsável em parte ao nervo vago, que corre dos pulmões até o cérebro. O nervo vago é ativado quando a capsaicina é liberada, o que estimula as terminações nervosas sensoriais. Supressores de tosse de ação central, como a codeína e dextrometorfano, reduzem a vontade de tossir ao inibir o nervo sensorial induzido pela capsaicina por despolarização do nervo vago.

## Causas

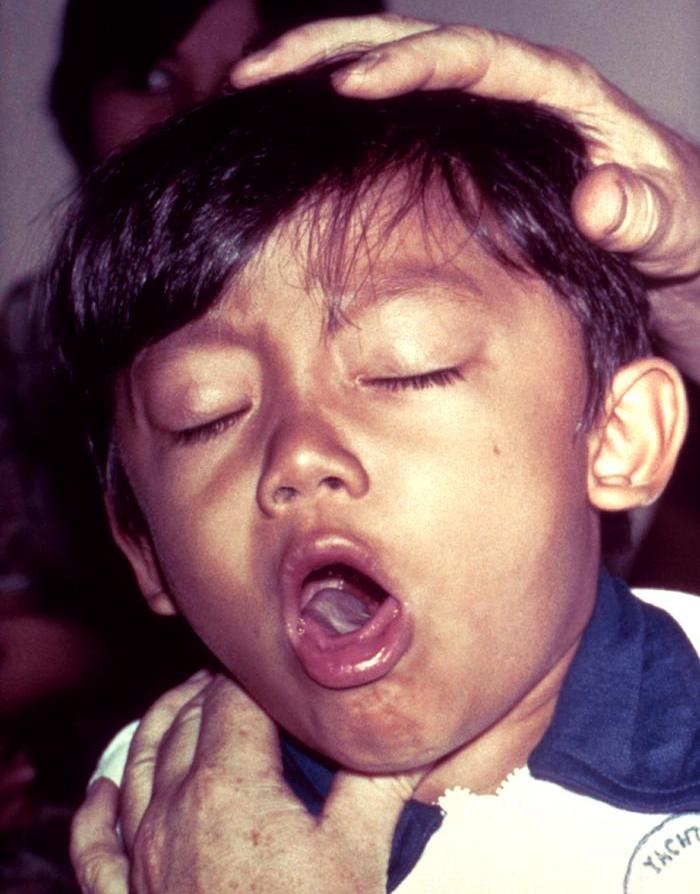
Uma criança com tosse.

Uma tosse persistente pode ser debilitante, diminuindo a qualidade de vida.  Uma das formas mais comuns de apresentação é a tosse seca. As causas mais comuns da tosse seca incluem gotejamento pós-nasal, doença do refluxo gastroesofágico, asma, tosse pós-viral e certos medicamentos como beta bloqueadores, inibidores da ECA e aspirina. Além disso, a tosse pode ser um sintoma da síndrome de ativação de mastócitos. Quando a tosse dura por mais de algumas semanas é possível que a pessoa tenha a tosse causada por múltiplas causas e somente quando todas estas causas forem tratadas o paciente estará livre dos sintomas. 
Os fumadores de cigarro geralmente tem o que é referido como Tosse dos fumadores. Ela apresenta-se como uma forte tosse seca que geralmente resulta na expiração de fleuma.
Tosse também pode ser causada por razões psicológicas ou sociais, como quando as pessoas tossem antes de fazer um discurso. É conhecida como tosse psicogênica, e pode aumentar de frequência em situações sociais que apresentem conflito.
Devido à sua natureza irritante aos tecidos dos mamíferos, a capsaicina é amplamente utilizada para determinar o limiar de tosse e é um estimulante de tosse usado para pesquisas clínicas em medicamentos supressores de tosse.
Além das razões fisiológicas para a tosse existem as razões psicológicas e até mesmo sociais que são conhecidas como tosse psicogênica, tosse habitual, ou tosse maniática. Nós todos somos familiar a pessoas que tossem ou limpam a garganta antes de fazer uma apresentação em público como modo de receber atenção do auditório ou talvez para aliviar seu nervosismo. Esterofilia é a condição de adorar o som da tosse ou espirro. Se uma pessoa sentada próxima a outra parece estar gostando de tossir ou espirrar alto em público - ela pode ter uma simples alergia - ou pode ser possivelmente um esterofilíaco.

## Complicações
As complicações da tosse podem ser classificadas como agudas ou crônicas. As complicações agudas incluem o desmaio causado por tosse, episódios de desmaio quando as tosses são prolongada e forçadas, e causados pela diminuição do fluxo sanguíneo no cérebro, secundariamente à pressão intratorácica aumentada devido à tosse. Outras complicações agudas incluem insônia, vômito induzido pela tosse, dor peitoral devido ao esforço muscular de tosses incessantes, ruptura de uma bolha causando pneumotórax. Em casos severos, a tosse prolongada pode causar lesões de fatiga nas costelas inferiores e costocondrite, uma inflamação do tecido conjuntivo entre o osso do peito (esterno) e as costelas. As complicações crônicas são comuns. Em certos casos, elas podem resultar até em hérnias abdominais ou pélvicas. Em mulheres com o útero em prolapso, pode haver uma tosse com micção (urinação), o que pode ser um fator de embaraçamento social. Uma defecação durante a tosse também pode ocorrer.
A DPOC deve ser considerada em qualquer paciente que apresente falta de ar regular, tosse crônica ou produção de muco e/ ou uma história de exposição a fatores de risco para a doença, como histórico de tabagismo. Com a progressão da DPOC, os pacientes frequentemente experimentam limitações para a realização de atividades da vida diária, como subir escadas.

## Tratamento
As tosses podem ser tratadas com antitussígenos. As tosses secas são tratadas com supressores de tosse (antitússicos) que inibem a incitação corporal de tossir, enquanto tosses produtivas (tosses que produzem fleuma) são tratadas com expectorantes que suavizam o muco do trato respiratório, como a acetilcisteína.
O bloqueio da tosse produtiva não é recomendado pelos médicos, pois ela ajuda a eliminar o catarro do trato respiratório. Esta secreção acumulada aumenta o risco de se contrair uma bronquite ou pneumonia.

## Durante injeções
Tossir durante a aplicação de uma injeção pode tornar a dor da agulhada menor devido a um aumento súbito temporário na pressão no peito e canal espinhal, inibindo as estruturas condutoras de dor da medula espinhal.